# Rejon płungiański
Rejon płungiański (lit. Plungės rajono savivaldybė) – rejon w północno-zachodniej Litwie.